# Jennifer Yu
Jennifer Yu (* 1. Februar 2002 in Ithaca) ist eine US-amerikanische Schachspielerin.
Sie begann mit sieben Jahren Schach zu spielen. Ihre Familie zog nach Virginia, wo sie mit neun Jahren begann, sich intensiver mit dem Spiel zu beschäftigen. 2016 verlieh ihr der Weltschachbund FIDE den Titel Internationaler Meister der Frauen (WIM), 2017 den Titel FIDE-Meister (FM), und 2018 wurde sie Großmeister der Frauen (WGM).
In den Jahren 2012 bis 2014 nahm sie an drei Jugendweltmeisterschaften im Schach teil. Bei jener in Südafrika 2014 holte sie Gold in der Altersklasse U12 weiblich. 2015 wurde sie als erste Frau und als jüngste Person, die je diesen Titel erreicht hat, Schach-Staatsmeisterin von Virginia. 2017 holte sie Bronze bei der Juniorenweltmeisterschaft (Altersklasse U20 weiblich) in Italien.
2018 war sie im Team der US-amerikanischen Frauen bei der Schacholympiade. Jennifer Yu nahm an den Frauenmeisterschaft der Vereinigten Staaten der Jahre 2014 bis 2020 und 2022 teil. 2019 gewann sie die US-Frauenmeisterschaft mit 10 Punkten aus 11 Partien. 2022 gewann sie die Meisterschaft erneut.